# Joli OS
Joli OS (ehemals Jolicloud) ist eine Linux-Distribution, die speziell für Netbooks entwickelt wurde und auf Ubuntu basiert.
Der Support wurde inzwischen eingestellt.
Joli OS ist freie Software und darauf ausgerichtet, mit webbasierten Alternativ-Programmen zu arbeiten, welche mittels Prism eingebunden werden. Joli OS basiert auf einem Ubuntu Netbook Remix, welchem aktuell die Long Term Support Version 10.04 „Lucid Lynx“ von Ubuntu zugrunde liegt. Im März 2011 wurde die Umbenennung der Distribution von Jolicloud in Joli OS bekanntgegeben um sich von dem eigenen Web-Desktop für Google Chrome mit demselben Namen abzuheben. Laut offizieller Website wurde das Projekt 2016 eingestellt.

## Zielsetzung
Entwickelt wird Joli OS von Tariq Krim, dem Erfinder der Website Netvibes. Er möchte Laptops damit günstiger machen, indem verstärkt kostenlose und webbasierte Software verwendet wird. Joli OS setzt deshalb auf eine starke Einbindung von Anwendungen und Dienste des Social Web.
Technisch zielt Joli OS auf niedrigen Strombedarf und niedrige Hardware-Anforderungen und ist auf den Parallelbetrieb mit Windows ausgelegt. Ein Augenmerk liegt auf einer schnellen, einfachen Installation (graphischer Windows-Installer Joli OS Express), kurzen Startzeiten und automatischer Inbetriebnahme von Geräten zur drahtlosen Datenübertragung (Bluetooth, WLAN, UMTS).
Ein weiteres Hauptaugenmerk liegt auf der Vernetzung, so dass nach dem Aufbau einer Internetverbindung automatisch eine Verbindung mit der Joli OS Community aufgebaut wird. Die dahinterstehende Idee ist, ein soziales Netzwerk direkt die Benutzer-Oberfläche zu integrieren. Diese Verbindung ist optional und kann nach der Installation deaktiviert werden.

## Benutzeroberfläche
In der Benutzeroberfläche von Joli OS sind Webdienste wie Twitter, Facebook oder Skype integriert. Darüber hinaus stehen alle Möglichkeiten zur Verfügung, die ein normales Ubuntu-System bietet.

## Technik
Joli OS setzt auf HTML5 und Chromium, die dazu dienen, Webanwendungen einem Rechner lokal zu integrieren. Des Weiteren kann Joli OS parallel zu anderen Betriebssystemen auf einem Computer installiert werden.

## Versionen
| Version | Codename | Veröffentlichung  | Anmerkung     |
| ------- | -------- | ----------------- | ------------- |
| 1.0     |          | 20. Juli 2010     | erste Version |
| 1.1     |          | 13. Dezember 2010 |               |
| 1.2     |          | 9. März 2011      |               |